# Jannis Tromp
Jannis Tromp (IJzendijke, 08 april 1798 - Batavia, 30 april 1859) was hoofdingenieur bij Waterstaat, in Nederlands-Indië van de afdeling Batavia tussen 1818 en 1853. Hij heeft meerdere bouwwerken op zijn naam staan, zoals de Gouvernements Hôtel uit 1827 en het gebouw van het Hooggerechtshof uit 1848. Hij was ook betrokken bij de wederopbouw van het Paleis te Buitenzorg na een zware aardbeving in 1834. Waarschijnlijk was hij ook betrokken bij het ontwerp van het gebouw van de Volksraad, uit 1830.

## Galerij

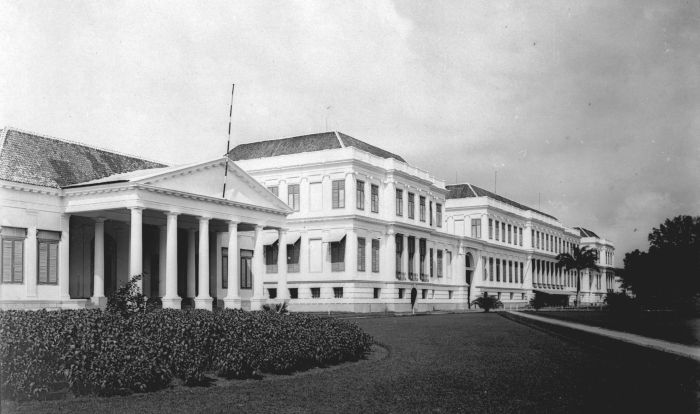
Links het gebouw van het Hooggerechtshof uit 1848 en rechts het Gouvernements Hôtel uit 1827. Foto gemaakt tussen 1900 en 1940.
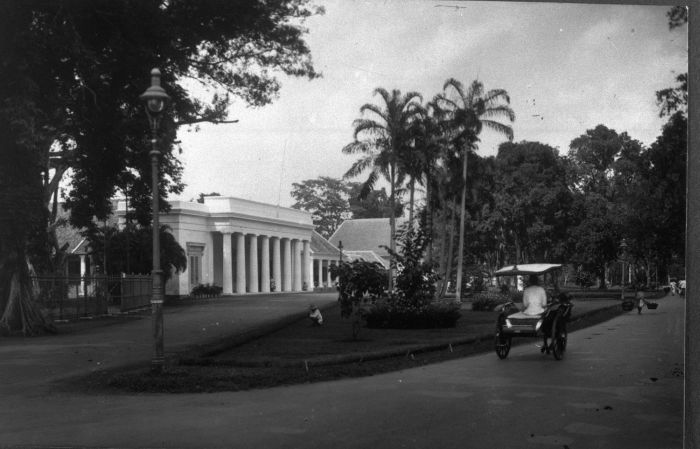
Het gebouw van de Volksraad,  waar Tromp waarschijnlijk bij betrokken was. Foto uit circa 1925.
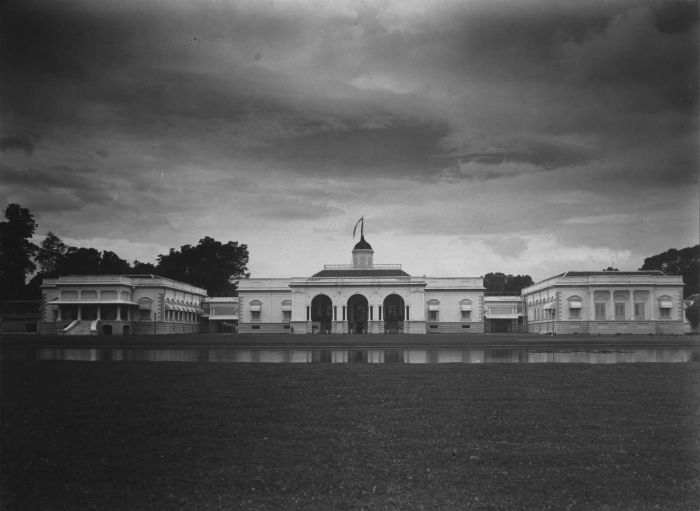
Paleis te Buitenzorg waar Tromp bij de wederopbouw betrokken was na de zware aardbeving van 1834. Foto uit 1921.